# En el oscuro corazón del bosque
En el oscuro corazón del bosque es una obra de teatro de José Luis Alonso de Santos, estrenada en el año 2009.

## Argumento
Tres gatos se congregan en el caserón que han habitado en los últimos tiempos y son testigos de cómo la pareja propietaria va vaciando la vivienda. Ante la perspectiva de la inminente demolición del edificio, los felinos discuten sobre su futuro, sus recuerdos y sus ambiciones.

## Personajes
- Gato viejo
- Gata vieja
- Cara triste
- Cara de ángel
- Gato azul

## Estreno
- Teatro Lope de Vega (Sevilla), 18 de septiembre de 2009. 
  - Dirección: Ignacio García.
  - Intérpretes: Héctor Colomé - luego sustituido por José Luis Pellicena - (Gato viejo), Beatriz Bergamín - luego sustituida por Karmele Aranburu - (Gata vieja), Itxaso González (Cara de ángel), Roberto Pérez (Cara triste), Claudio Sierra (Gato azul).

- Naves del Español, Madrid, 2016.
  - Dirección: José Luis Alonso de Santos.
  - Intérpretes: Manuel Galiana, Luisa Martín, Marta Guerras, Mariano Estudillo, Pedro Miguel Martínez.